# Колошин
Колошин (пол. Kołoszyn) — село в Польщі, у гміні Далікув Поддембицького повіту Лодзинського воєводства.
Населення — 106 осіб (2011).
У 1975-1998 роках село належало до Серадзького воєводства.

## Демографія
Демографічна структура станом на 31 березня 2011 року:
|          | Загалом | Допрацездатний вік | Працездатний вік | Постпрацездатний вік |
| -------- | ------- | ------------------ | ---------------- | -------------------- |
| Чоловіки | 59      | 16                 | 38               | 5                    |
| Жінки    | 47      | 11                 | 27               | 9                    |
| Разом    | 106     | 27                 | 65               | 14                   |